# 마쓰다이라 야스치카 (무로마치 시대)
마쓰다이라 야스치카(松平泰親, 생몰년 미상)는 무로마치 시대 초기, 14세기 후반에서 15세기 초 무렵의 미카와국의 무장이다. 에도 시대에 작성된 계보에 따른 통설로는 마쓰다이라씨 제2대째의 인물이라고 여겨진다.

## 개요
에도 시대에 작성된 아라이 하쿠세키의 계보 《한칸후(藩翰譜)》 또는 후세의 《관정중수제가보(寛政重修諸家譜)》에 따르면, 마쓰다이라 지카우지의 적자이며 사카이 히로치카(酒井広親)는 이복형이라고 기록되어 있다.
그러나 이 계보는 확실한 증거라고 하기엔 충분하지 못하고, 야스치카의 생몰년은 아들이라고 하는 마쓰다이라 노부히로와 마쓰다이라 노부미쓰 형제의 생몰년과 일치하지 않는 것으로 보아, 야스치카가 지카우지의 아들이라 여기는 계보에 대해서는 검증을 고려해야할 필요성이 있다.
한편, 야스치카는 마쓰다이라 씨 초대 지카우지의 숙부나 동생이라고도 하며, 에가와 씨(得河氏)의 당주라 여겨지는 세라다 아리치카(世良田有親, 지카우지의 아버지)의 아들 혹은 동생(또는 조카)이라 여겨지기도 한다.
《호고류찬(好古類纂)》에 수록된 〈도쿠가와 가보(徳川家譜)〉에 따르면, 야스치카는 지카우지의 동생으로 아버지가 도쿠가와 지카스에(徳川親季), 그의 아들로는 마쓰다이라 마스치카(松平益親)와 마쓰다이라 히사치카(松平久親)가 있고, 조카 노부미쓰를 양자로 들였다고 전한다. 또 《계도찬요(系図纂要)》에 따르면, 마스치카와 히사치카 외에 마쓰다이라 모리히사(松平守久)와 마쓰다이라 이에히로(松平家弘)라고 하는 아들이 있었다고 한다.

## 활약
지카우지가 마쓰다이라 향(아이치현 도요타시 마츠다이라 정)에 고시키 성(郷敷城, 마쓰다이라 성)을 쌓고 주변 여러 영주의 평정에 나서자, 야스치카는 당주 지카우지를 도와 활약했다. 야스치카는 지카우지의 사후에 가독을 계승하여 마쓰다이라 씨를 주변의 십 수 마을을 영유하는 유력 고쿠진(国人) 영주로 성장시켰다.
마쓰다이라 씨가 마쓰다이라 향으로부터 낮은 산을 넘어 남쪽에 있는 누카타군 이와즈(岩津, 현재의 오카자키시 북부 지역)를 점령하여 서 미카와의 평야 지역에 처음으로 진출한 것은 야스치카(또는 노부미쓰)의 시대라고 여겨진다.
묘는 지카우지와 같은 고게쓰인(高月院), 신코묘지(信光明寺), 다이쥬지(大樹寺) 등에 있다.

## 이후의 마쓰다이라 씨
야스치카의 뒤를 이은 노부미쓰는 이와즈 마쓰다이라 가(안쇼安城 마쓰다이라 가)를 계승하여 이와즈로 거성을 옮기고 본격적으로 서 미카와 평야 지역을 평정한다. 한편, 마쓰다이라 향은 노부미쓰의 형 다로 노부히로가 계승하여 마쓰다이라 향 마쓰다이라 씨의 시조가 되었다.

## 이론 및 제설
그러나 상술한 야스치카의 이력에 대해서는 후세의 도쿠가와씨와 마쓰다이라 씨의 주장에 따른 것에 지나지 않아 전설의 영역을 벗어나지는 못한다. 마쓰다이라 씨 창업의 2대인 지카우지와 야스치카는 동시대의 사료에서 그 이름을 찾아 볼 수가 없어 실재 여부를 의심하는 설도 있다.
야스치카의 생몰년에 관해서는, 태어난 해는 ‘1302년(겐겐 원년)’, 죽은 해는 ‘1377년(덴쥬 3년 / 에이와 3년)’이라 여기는 설도 있다.
| 전임 마쓰다이라 지카우지 | 제2대 마쓰다이라 종가 당주 | 후임 마쓰다이라 노부미쓰 |

| 전임 마쓰다이라 지카우지 | 제2대 마쓰다이라 향 마쓰다이라 가 당주 | 후임 마쓰다이라 노부히로 |